# Coupe de Tunisie de football 1980-1981
Navigation
Coupe de Tunisie 1979-1980 Coupe de Tunisie 1981-1982
La coupe de Tunisie de football 1980-1981 est la 25e édition de la coupe de Tunisie depuis 1956, et la 50e en tenant compte des éditions jouées avant l'indépendance. Elle est organisée par la Fédération tunisienne de football.
La finale oppose pour la troisième fois, après 1958 et 1960, l'Étoile sportive du Sahel et le Stade tunisien mais cette fois-ci c'est la première qui l'emporte. 

## Résultats

### Seizièmes de finale
Trente équipes participent à ce tour, les 17 qualifiés du tour précédent et treize clubs de la division nationale. Les matchs sont joués le 7 février 1981.
| Équipe 1                        | Équipe 2                       | Score 90'         | Score 120' | Tirs au but |
| ------------------------------- | ------------------------------ | ----------------- | ---------- | ----------- |
| Badr sportif d'El Aïn           | Avenir sportif de La Marsa     | 0 - 1             |            |             |
| Union sportive monastirienne    | Club olympique des transports  | 1 - 0             |            |             |
| Espérance sportive de Tunis     | -                              | Qualifié d'office |            |             |
| Teboulbou Sports de Gabès       | Association sportive Ittihad   | 4 - 3             |            |             |
| Stade soussien                  | Union sportive de Jedeïda      | 3 - 2             |            |             |
| Association sportive de Djerba  | Jeunesse sportive d'El Omrane  | 1 - 0             |            |             |
| Étoile sportive du Sahel        | Club africain                  | 3 - 2             |            |             |
| Club sportif de Menzel Bouzelfa | Club athlétique bizertin       | 1 - 1             | 1- 2       |             |
| Stade tunisien                  | Croissant sportif de Redeyef   | 2 - 0             |            |             |
| Club sportif de Makthar         | Sporting Club de Ben Arous     | 1 - 1             | 2 - 1      |             |
| Olympique du Kef                | Jeunesse sportive kairouanaise | 1 - 0             |            |             |
| Club sportif sfaxien            | Océano Club de Kerkennah       | 5 - 0             |            |             |
| Grombalia Sports                | Association Mégrine Sport      | 1 - 0             |            |             |
| Club sportif de Hammam Lif      | Stade nabeulien                | 2 - 1             |            |             |
| Stade gabésien                  | Sfax railway sport             | 0 - 1             |            |             |
| Étoile sportive de Béni Khalled | El Makarem de Mahdia           | 1 - 0             |            |             |

### Huitièmes de finale
| Date         | Équipe 1                        | Équipe 2                       | Score 90' | Score 120' | Tirs au but |
| ------------ | ------------------------------- | ------------------------------ | --------- | ---------- | ----------- |
| 22 mars 1981 | Étoile sportive du Sahel        | Association sportive de Djerba | 4 - 1     |            |             |
| 22 mars 1981 | Teboulbou Sports de Gabès       | Stade soussien                 | 0 - 1     |            |             |
| 22 mars 1981 | Sfax railway sport              | Union sportive monastirienne   | 0 - 0     | 0 - 0      |             |
| 27 mars 1981 | Union sportive monastirienne    | Sfax railway sport             | 1 - 1     | 2 - 1      |             |
| 22 mars 1981 | Avenir sportif de La Marsa      | Grombalia Sports               | 4 - 0     |            |             |
| 22 mars 1981 | Olympique du Kef                | Club athlétique bizertin       | 1 - 1     | 2 - 1      |             |
| 22 mars 1981 | Étoile sportive de Béni Khalled | Club sportif de Hammam Lif     | 0 - 1     |            |             |
| 22 mars 1981 | Espérance sportive de Tunis     | Club sportif sfaxien           | 1 - 1     | 2 - 1      |             |
| 22 mars 1981 | Stade tunisien                  | Club sportif de Makthar        | 1 - 0     |            |             |

### Quarts de finale
| Date        | Équipe 1                     | Équipe 2                     | Score 90' | Score 120' | Tirs au but |
| ----------- | ---------------------------- | ---------------------------- | --------- | ---------- | ----------- |
| 10 mai 1981 | Olympique du Kef             | Stade tunisien               | 1 - 2     |            |             |
| 17 mai 1981 | Étoile sportive du Sahel     | Avenir sportif de La Marsa   | 1 - 1     | 2 - 1      |             |
| 10 mai 1981 | Stade soussien               | Union sportive monastirienne | 1 - 1     | 1 – 1      |             |
| 14 mai 1981 | Union sportive monastirienne | Stade soussien               | 2 - 1     |            |             |
| 10 mai 1981 | Espérance sportive de Tunis  | Club sportif de Hammam Lif   | 1 - 0     |            |             |

### Demi-finales
| Date         | Équipe 1                     | Équipe 2                    | Score 90' | Score 120' |
| ------------ | ---------------------------- | --------------------------- | --------- | ---------- |
| 24 mai 1981. | Union sportive monastirienne | Étoile sportive du Sahel    | 0 - 0     | 0 - 1      |
| 24 mai 1981  | Stade tunisien               | Espérance sportive de Tunis | 1 – 0     |            |

### Finale
| Date        | Équipe 1                 | Équipe 2       | Score 90' |
| ----------- | ------------------------ | -------------- | --------- |
| 2 juin 1981 | Étoile sportive du Sahel | Stade tunisien | 3 - 1     |

Les buts de la finale sont marqués par Ezzine Soltani (24e et 30e min) et Samir Bakaou (77e min) pour l'Étoile sportive du Sahel et Férid Belhoula (17e min) pour le Stade tunisien. L'arbitre Ali Dridi dirige la rencontre avec l'assistance de Habib Akrout et Ali Ben Naceur.
Les formations alignées sont :
- Étoile sportive du Sahel (entraîneur : Mohsen Habacha) : Mounir Harzallah – Hechmi Ouahchi , Abderrahman Neffati, Habib Cherif, Abderrazak Chebbi, Ridha Belkhiria, Lotfi Hassoumi (puis Rachid Slama), Samir Bakaou, Kamel Gabsi, Jamel Garna et Ezzine Soltani
- Stade tunisien (entraîneur : Noureddine Diwa) : Houcine Abdeljaoued – Khaled Daâlouche, Fethi Jémi, Lotfi Hamrouni, Mustapha Nabli, Hamadi Béhi, Abdelhamid Hergal, Férid Belhoula, Abdelbaki Sebouaï, Mahmoud Gadri (puis Khemais Cherif), Rached Tounsi (puis Mohamed Salah Kefi)

## Meilleurs buteurs
Seuls Lotfi Hassoumi (ESS) et Abdellatif Lounis (ASM) ont atteint trois buts dans cette compétition.